# Dakota Fanning
Hannah Dakota Fanning (sinh ngày 23 tháng 2 năm 1994) là nữ diễn viên người Mỹ. Cô bắt đầu nổi tiếng từ năm 7 tuổi nhờ vai diễn Lucy Dawson trong bộ phim chính kịch I Am Sam (2001), bộ phim này đã đem về cho cô đề cử Giải thưởng của Nghiệp đoàn Diễn viên Màn ảnh năm tám tuổi, khiến cô trở thành ứng cử viên trẻ nhất trong lịch sử SAG. Fanning đã đóng các vai chính với tư cách là một nữ diễn viên nhí trong các bộ phim Uptown Girls (2003), The Cat in the Hat (2003), Man on Fire (2004), War of the Worlds (2005), Dreamer (2005), Hide and Seek (2005), và Charlotte's Web (2006), và nhân vật cùng tên trong Coraline (2009).
Fanning sau đó thử sức với những vai trưởng thành hơn, như Lewellen trong Hounddog (2007), Lily trong The Secret Life of Bees (2008), Cherie Currie trong The Runaways (2010) và Jane trong The Twilight Saga (2009–2012). Trong suốt thập niên 2010, cô tiếp tục xuất hiện trong các tác phẩm độc lập như phim truyền hình Now Is Good (2012) và Night Moves (2013), phim hài kịch Very Good Girls (2013) và phim tiểu sử Effie Grey (2014). Năm 2018, cô xuất hiện trong bộ phim hài trộm cướp Ocean's 8 và đóng vai chính trong phim truyền hình dài tập thuộc thể loại chính kịch lịch sửThe Alienist. Kể từ đó, cô đã đóng vai cô gái nhà Manson Squeaky Fromme trong bộ phim Chuyện ngày xưa ở ... Hollywood (2019) của Quentin Tarantino và con gái đầu lòng của Susan Ford trong loạt phim truyền hình tiểu sử của đài Showtime The First Lady (2022).

## Tiểu sử
Hannah Dakota Fanning sinh ra tại Conyers, Georgia, Mỹ. Cô theo học tại Trường Montessori ở Covington. Mẹ cô, Heather Joy (nhũ danh Arrington), là vận động viên quần vợt chuyên nghiệp, còn cha cô, Steven J. Fanning, chơi bóng chày hạng nhẹ và sau đó làm nhân viên bán đồ điện tử ở Los Angeles, California. Ông của cô là cựu cầu thủ Bóng bầu dục Mỹ Rick Arrington, và dì là cựu phóng viên đài ESPN Jill Arrington. Trong số những tổ tiên đáng chú ý của gia đình Arrington có quý ông nông dân William Farrar. Fanning là chị gái của nữ diễn viên Elle Fanning; họ được nuôi dưỡng như những người theo đạo Báp-tít miền Nam.

## Đời tư
Tháng 6 năm 2011, Fanning tốt nghiệp trường Campbell Hall School ở Bắc Hollywood, Los Angels, Mỹ ở trường cô là thành viên trong đội cổ vũ và hai năm liên tiếp đăng quang danh hiệu "Nữ hoàng" trong ngày hội Homecoming. Dakota theo học tại Đại học New York từ năm 2011 đến 2014, nơi cô học chuyên ngành nghiên cứu về phụ nữ, tập trung vào chân dung của phụ nữ trong điện ảnh và văn hóa.
Tháng 1 năm 2012, Fanning ký hợp đồng với công ty quản lý William Morris-Endeavor, sau khi kết thúc việc hợp tác kéo dài 10 năm với công ty cũ là Osbrink Talent Agency. Đến tháng 4 năm 2014, Fanning một lần nữa lại chuyển công ty quản lý và hiện nay là công ty Creative Artists Agency (CAA).
Fanning bắt đầu hẹn hò với người mẫu Anh là Jamie Strachan vào năm 2013. Dakota xác nhận chia tay sau khi hẹn hò được gần 3 năm vào khoảng tháng 10 năm 2016.

## Sự nghiệp

### 1999–2000
Khi Fanning còn nhỏ, cô là một nữ diễn viên tại Trung tâm nghệ thuật Towne Lake ở Woodstock, Georgia, đóng vai chính trong các vở kịch nhỏ. Năm 1999, khi mới 5 tuổi, cô bắt đầu sự nghiệp diễn xuất chuyên nghiệp, xuất hiện trong quảng cáo truyền hình cho Tide. Công việc diễn xuất quan trọng đầu tiên của cô là một vai khách mời trong bộ phim truyền hình phát sóng vào khung giờ vàng của NBC ER, đây vẫn là một trong những vai diễn yêu thích của cô:
Tôi vào vai một nạn nhân bị tai nạn xe hơi mắc chứng bệnh bạch cầu. Tôi phải đeo nẹp cổ và ống mũi trong hai ngày làm việc.

Fanning sau đó đã có một số vai khách mời trên phim truyền hình, bao gồm CSI: Crime Scene Investigation, The Practice và Spin City. Cô cũng thể hiện các nhân vật chính của Ally McBeal và The Ellen Show khi còn là những cô gái trẻ.
Năm 2001, Fanning được chọn đóng cùng Sean Penn trong bộ phim I Am Sam, câu chuyện về một người đàn ông bị thiểu năng trí tuệ cố gắng đấu tranh để giành quyền nuôi con, Fanning thủ vai cô con gái. Vai diễn của cô trong phim đã đưa Fanning trở thành người trẻ nhất từng được đề cử cho Giải thưởng Screen Actors Guild, lúc mới 7 tuổi. Cô cũng đã giành được giải Nam diễn viên/Nữ diễn viên trẻ xuất sắc nhất từ Broadcast Film Critics Association cho màn trình diễn của mình. Màn trình diễn của Fanning sau đó cũng được đưa vào video âm nhạc cho bản "Across the Universe" của the Beatles do Rufus Wainwright cover; bản thân bài hát cũng xuất hiện trong I Am Sam.
Sau I Am Sam tài năng của cô đã được công nhận trên toàn thế giới. Dakota thẳng bước đến với Trapped (2002) trong vai Abby Jenning, bên cạnh Charlize Theron, và đóng vai Reese Witherspoon lúc nhỏ trong phim Sweet Home Alabama (2002). Sau đó cô nhận vai trong bộ phim khoa học Taken (2002) của đạo diễn Steven Spielberg. Cuối năm 2002, Dakota đóng vai Katie trong phim thiếu nhi Hansel & Gretel (2002).
Năm 2003 là năm thành công rực rỡ của Dakota, cô nhận được vai chính trong những dự án hấp dẫn. Đầu tiên là Sally Wadden trong The Cat in the Hat (2003) cùng với Mike Myers, tiếp đó thủ vai Lorraine "Ray" Schleine là cô bé bình thường trong bộ phim hài lãng mạn Uptown Girls (2003) bên cạnh Brittany Murphy. Cô còn tham gia lồng tiếng trong Kim Possible: A Sitch in Time.

### 2004–2007

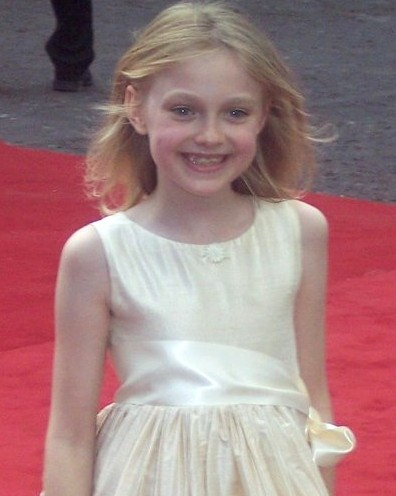
Fanning tại buổi ra mắt phim War of the Worlds ở Luân Đôn, tháng 6 năm 2005

Trong năm 2004, Dakota xuất hiện trong bộ phim ly kỳ, bạo lực, Man on Fire (2004), bên cạnh Denzel Washington. Và được đánh giá cực kỳ xuất sắc trong bộ phim này. Đầu năm 2005 cô đảm nhận vai Maria trong phim Nine Lives (2005), tiếp đó là một vai diễn gây ớn lạnh trong Hide and Seek (2005) bên cạnh Robert De Niro. Fanning cũng đảm nhận vai chính Coraline trong bộ phim cùng tên vào thời gian này. Cho đến thời điểm đó, cô là sao nhí nhỏ tuổi nhất, bận rộn nhất ở Hollywood. Em gái của Dakota là Elle Fanning, cũng khẳng định tài năng diễn xuất vài năm sau đó.
Fanning sau đó tiếp tục đóng vai chính trong War of the Worlds, đóng cùng với Tom Cruise. Được phát hành theo thứ tự ngược lại (War vào tháng 6 năm 2005 và Dreamer vào tháng 10 năm sau), cả hai bộ phim đều thành công về mặt phê bình. Đạo diễn Steven Spielberg ca ngợi "cô ấy hiểu tình huống theo trình tự nhanh như thế nào, cô đánh giá nó nhanh như thế nào, đo lường nó và cách cô bé thực sự phản ứng trong một tình huống thực tế."
Năm 2006, ở tuổi mười hai, cô được mời tham gia Viện Hàn lâm Khoa học và Nghệ thuật Điện ảnh, trở thành thành viên trẻ nhất trong lịch sử của học viện.. Cuối năm đó, cô được xếp hạng 4 trong danh sách Forbes về "Những ngôi sao dưới 21 tuổi có thu nhập cao nhất", kiếm được ước tính 4 triệu đô la vào năm 2006.

### 2008–2011

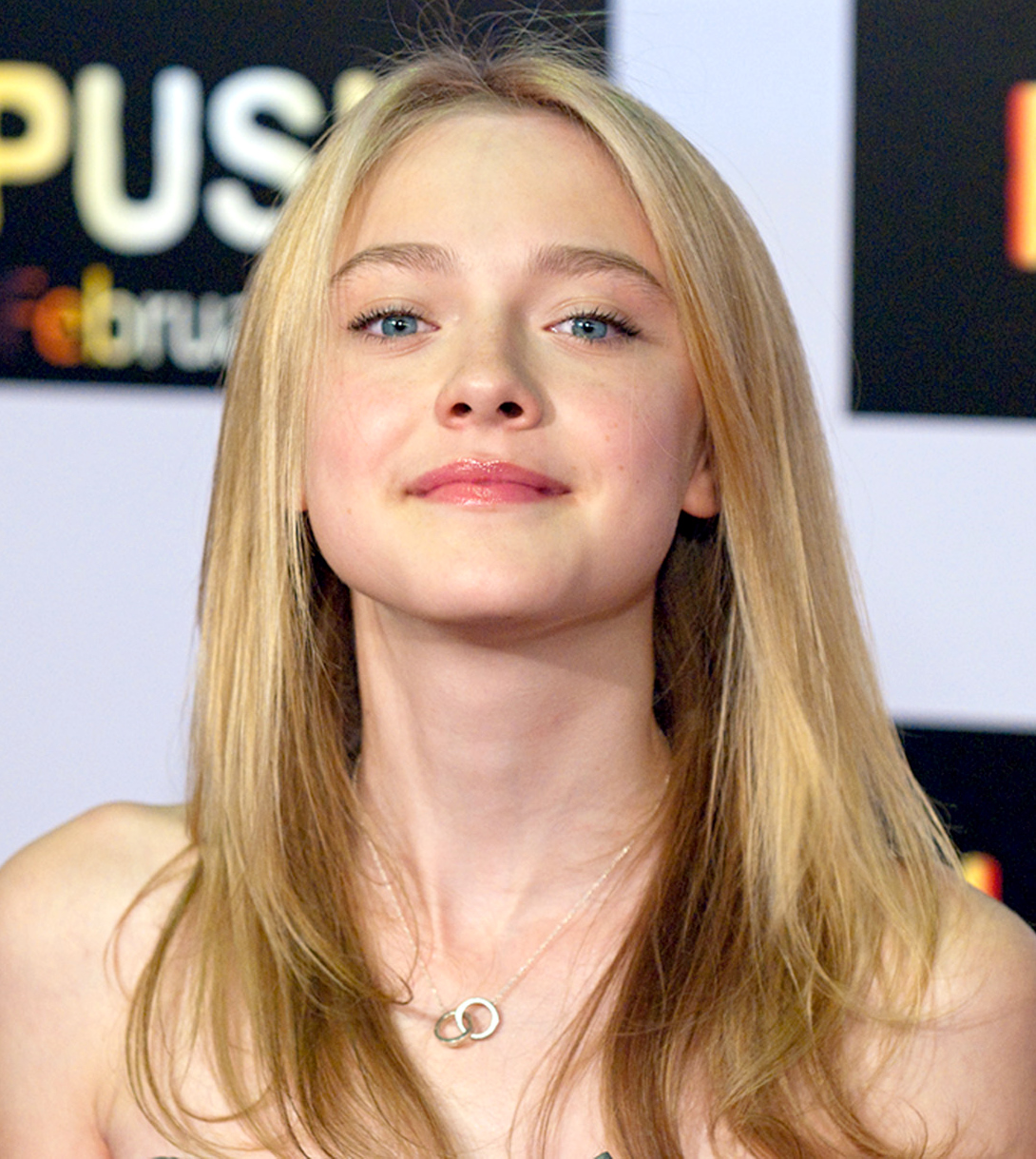
Fanning tại buổi ra mắt Push vào tháng 2 năm 2009

Fanning đóng vai Jane, một thành viên của Volturi Guard, trong New Moon và đóng lại vai này trong Eclipse, dựa trên tiểu thuyết của Stephenie Meyer. New Moon phát hành ngày 20 tháng 11 năm 2009 và Eclipse phát hành tháng 6 năm sau. Tháng 3 năm 2009, cô được xếp hạng ba trong danh sách Những ngôi sao trẻ có giá trị nhất của Forbes  sau khi đã kiếm được ước tính 14 triệu đô la.

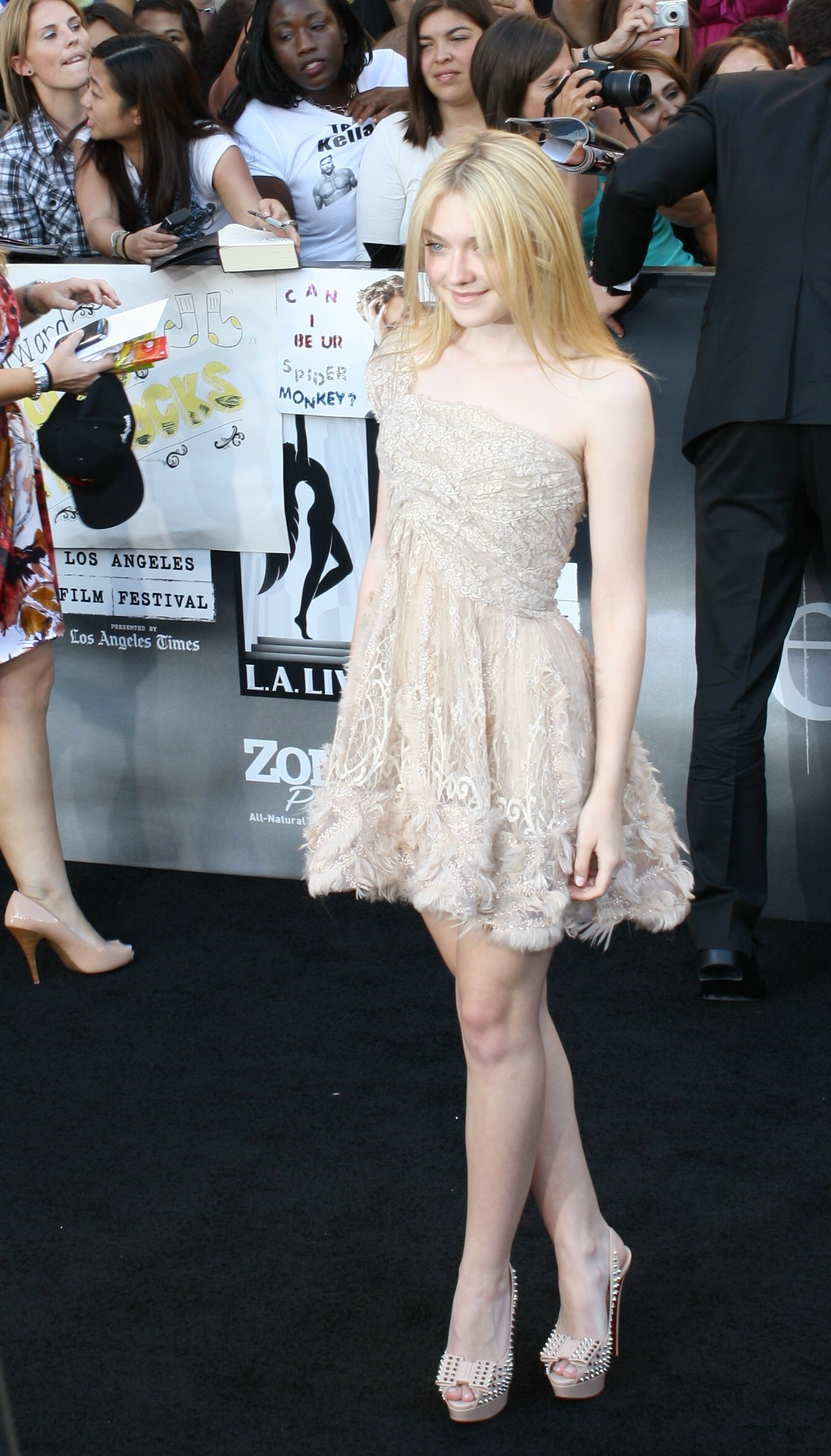
Fanning tại buổi ra mắt Eclipse vào tháng 6 năm 2010

Năm 2010, cô đóng vai chính trong phim The Runaways, cùng với Kristen Stewart, Stella Maeve, và Scout Taylor-Compton, cô thủ vai Cherie Currie, ca sĩ chính của ban nhạc. Sau đó từ cuối năm đến đầu năm 2011, Fanning quay lại Breaking Dawn với vai Jane.
Năm 2011, cô đóng vai Annie James trong The Motel Life phát hành ngày 8 tháng 11 năm 2013. Vào mùa thu năm 2011, Fanning đóng vai chính trong Effie Grey, Richard Laxton đạo diễn, Emma Thompson viết kịch bản, với Greg Wise, Tom Sturridge, Robbie Coltrane, Julie Walters, Derek Jacobi và Claudia Cardinale.

### 2012–2015

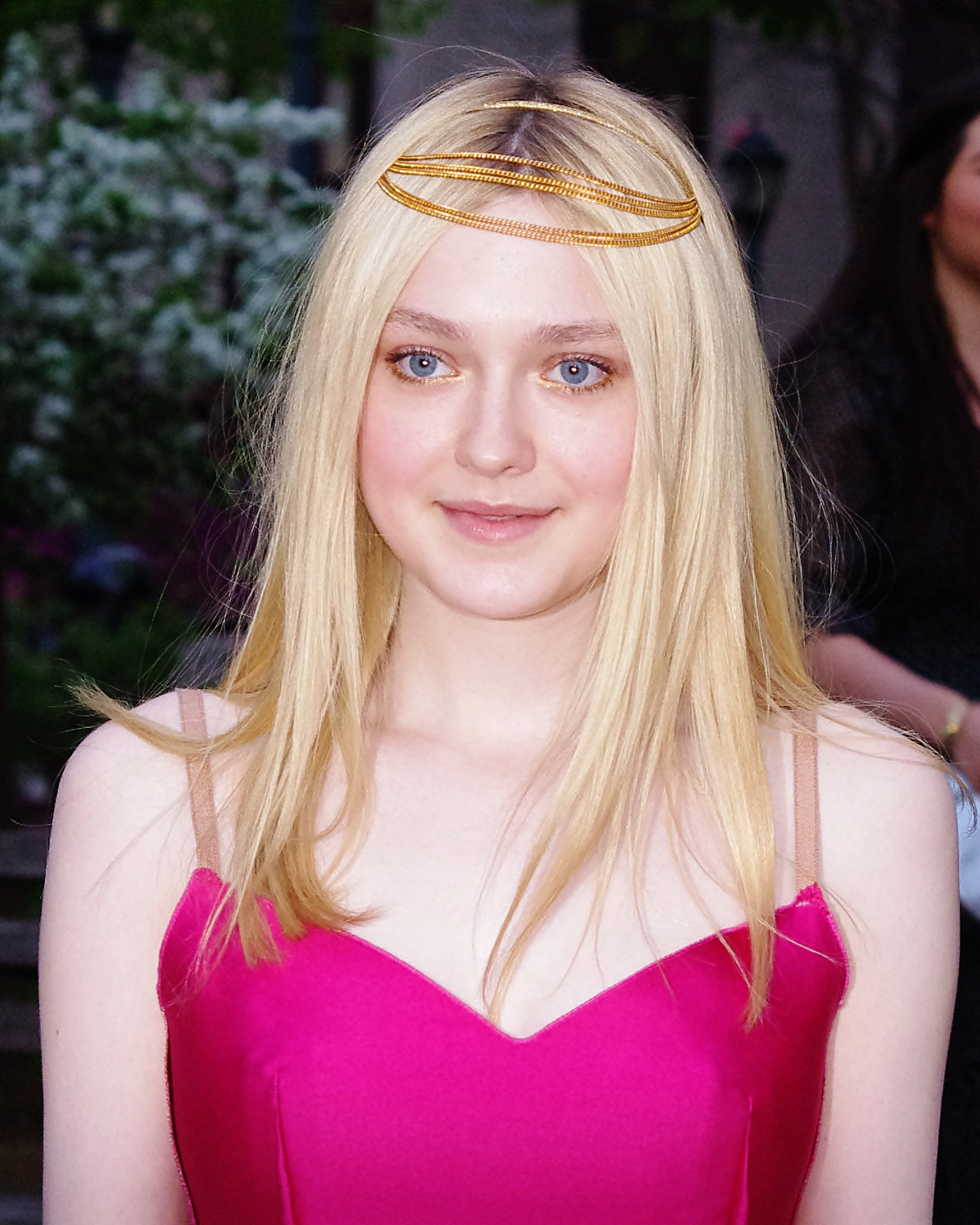
Fanning tại bữa tiệc Vanity Fair cho Liên hoan phim Tribeca năm 2012

Vào tháng 8 năm 2012, cô đóng vai chính là một nghệ sĩ khủng bố tài chính giàu có Dena Brauer, trong bộ phim kinh dị Night Moves đối đầu với các diễn viên Jesse Eisenberg và Peter Sarsgaard. Bộ phim do Kelly Reichardt đạo diễn.
Vào tháng 5 năm 2015, cô tham gia Every Secret Thing, dựa trên tiểu thuyết năm 2004 của Laura Lippman, đồng diễn Diane Lane, Elizabeth Banks, Danielle Macdonald, Colin Donnell và Nate Parker đã được phát hành tại Hoa Kỳ
Cũng trong năm 2015, Martin Koolhoven xác nhận Jack Roth đã tham gia dàn diễn viên của bộ phim Brimstone. Vào tháng 6 năm 2015, The Hollywood Reporter xác nhận Fanning và Kit Harington sẽ thay thế Mia Wasikowska và Robert Pattinson trong phim.

### 2016–nay
Tháng 7 năm 2016, có thông báo rằng Fanning đã được chọn tham gia bộ phim chuyển thể từ The Bell Jar với vai Esther Greenwood.
Năm 2017, Fanning đóng vai chính trong Zygote của Neill Blomkamp trong loạt phim ngắn thử nghiệm của Blomkamp được phát hành thông qua Oats Studios.
Fanning đóng vai cameo trong bộ phim hài trộm cắp Ocean's 8, phát hành năm 2018.
Năm 2019, Fanning đóng Lynette "Squeaky" Fromme trong phim hài kịch Once Upon a Time in Hollywood của Quentin Tarantino, mà cô và dàn diễn viên của bộ phim đã nhận đề cử cho Giải SAG cho dàn diễn viên điện ảnh xuất sắc nhất.
Tháng 12 năm 2019, có thông báo rằng Fanning và em gái Elle Fanning sẽ đóng cùng nhau trong bộ phim chuyển thể từ tiểu thuyết The Nightingale năm 2015 của Kristin Hannah, do Mélanie Laurent đạo diễn.
Tháng 3 năm 2021, hai chị em tuyên bố thành lập một công ty sản xuất, Lewellen Pictures. Công ty của họ có thỏa thuận đầu tiên với MRC Television/Civic Center Media.

### Phim
| Năm  | Tựa                                       | Vai                      | Ghi chú                    |
| ---- | ----------------------------------------- | ------------------------ | -------------------------- |
| 2001 | Father Xmas                               | Clairee                  | Phim ngắn                  |
| 2001 | Tomcats                                   | Little Girl in Park      |                            |
| 2001 | I Am Sam                                  | Lucy Diamond Dawson      |                            |
| 2002 | Trapped                                   | Abigail "Abbie" Jennings |                            |
| 2002 | Sweet Home Alabama                        | Young Melanie            |                            |
| 2002 | Hansel and Gretel                         | Katie                    |                            |
| 2003 | Uptown Girls                              | Lorraine "Ray" Schleine  |                            |
| 2003 | The Cat in the Hat                        | Sally Walden             |                            |
| 2003 | Kim Possible: A Sitch in Time             | Preschool Kim            | Lồng tiếng                 |
| 2004 | Man on Fire                               | Lupita Ramos             |                            |
| 2004 | My Neighbor Totoro                        | Satsuki Kusakabe         | Lồng tiếng; lồng tiếng Anh |
| 2004 | In the Realms of the Unreal               | Narrator                 | Lồng tiếng                 |
| 2005 | Hide and Seek                             | Emily Callaway           |                            |
| 2005 | Lilo & Stitch 2: Stitch Has a Glitch      | Lilo Pelekai             | Lồng tiếng                 |
| 2005 | Nine Lives                                | Maria                    |                            |
| 2005 | War of the Worlds                         | Rachel Ferrier           |                            |
| 2005 | Dreamer                                   | Cale Crane               |                            |
| 2006 | Charlotte's Web                           | Fern Arable              |                            |
| 2007 | Hounddog                                  | Lewellen                 |                            |
| 2007 | Cutlass                                   | Lacy                     | Phim ngắn                  |
| 2008 | The Secret Life of Bees                   | Lily Owens               |                            |
| 2009 | Coraline                                  | Coraline Jones           | Lồng tiếng                 |
| 2009 | Push                                      | Cassie Holmes            |                            |
| 2009 | Fragments – Winged Creatures              | Anne Hagen               |                            |
| 2009 | The Twilight Saga: New Moon               | Jane Volturi             |                            |
| 2010 | The Runaways                              | Cherie Currie            |                            |
| 2010 | The Twilight Saga: Eclipse                | Jane Volturi             |                            |
| 2012 | The Twilight Saga: Breaking Dawn – Part 2 | Jane Volturi             |                            |
| 2012 | Celia                                     | Hannah Jones             | Phim ngắn                  |
| 2012 | The Motel Life                            | Annie James              |                            |
| 2012 | Now Is Good                               | Tessa Scott              |                            |
| 2013 | Night Moves                               | Dena Brauer              |                            |
| 2013 | The Last of Robin Hood                    | Beverly Aadland          |                            |
| 2013 | Very Good Girls                           | Lilly Berger             |                            |
| 2014 | Effie Gray                                | Euphemia "Effie" Gray    |                            |
| 2014 | Every Secret Thing                        | Ronnie Fuller            |                            |
| 2014 | Yellowbird                                | Delf                     | Lồng tiếng; lồng tiếng Anh |
| 2015 | The Benefactor                            | Olivia                   |                            |
| 2016 | Brimstone                                 | Liz                      |                            |
| 2016 | American Pastoral                         | Merry Levov              |                            |
| 2016 | The Escape                                | Lily                     | Phim ngắn                  |
| 2017 | Zygote                                    | Barklay                  | Phim ngắn                  |
| 2017 | Please Stand By                           | Wendy                    |                            |
| 2018 | Băng cướp thế kỷ: Đẳng cấp quý cô         | Penelope Stern           |                            |
| 2019 | Chuyện ngày xưa ở... Hollywood            | "Squeaky"                | [ 34 ]                     |
| 2019 | Sweetness in the Belly                    | Lilly Abdal              | [ 38 ] [ 39 ]              |
| 2020 | Viena and the Fantomes                    | Viena                    |                            |
| 2023 | Thiện ác đối đầu 3                        |                          | [ 40 ] [ 41 ]              |
| 2024 | Những kẻ theo dõi                         | Mina                     |                            |
| CTB  | The Nightingale                           | Vianne Mauriac           | Đang quay                  |

### Phim Truyền hình
| Năm       | Tựa                            | Vai                | Tập                                   |
| --------- | ------------------------------ | ------------------ | ------------------------------------- |
| 2000      | ER                             | Delia Chadsey      | Tập: "The Fastest Year"               |
| 2000      | Ally McBeal                    | Ally (5 tuổi)      | Tập: "The Musical, Almost"            |
| 2000      | Strong Medicine                | Edie's Girl        | Tập: "Misconceptions"                 |
| 2000      | CSI: Crime Scene Investigation | Brenda Collins     | Tập: "Blood Drops"                    |
| 2000      | The Practice                   | Alessa Engel       | Tập: "The Deal"                       |
| 2000      | Spin City                      | Cindy              | Tập: "Toy Story"                      |
| 2001      | Malcolm in the Middle          | Emily              | Tập: "New Neighbors"                  |
| 2001      | The Fighting Fitzgeralds       | Marie              | Tập: Pilot                            |
| 2001      | Family Guy                     | Little girl        | Tập: "To Love and Die in Dixie"       |
| 2001      | The Ellen Show                 | Young Ellen        | Tập: "Missing the Bus"                |
| 2002      | Taken                          | Allie Keys         | Loạt ngắn; 10 tập (chỉ lồng 6)        |
| 2004      | Justice League Unlimited       | Young Wonder Woman | Lồng tiếng; Tập: "Kids' Stuff"        |
| 2004      | Friends                        | Mackenzie          | Tập: "The One with Princess Consuela" |
| 2018–2020 | The Alienist                   | Sara Howard        | Vai chính                             |
| 2019–nay  | Gen:Lock                       | Miranda Worth      | Loạt web; lồng tiếng                  |
| 2022      | The First Lady                 | Susan Ford         | [ 42 ]                                |

## Giải thưởng và đề cử
| Năm  | Tổ chức                                                | Giải                                                                           | Phim                          | Kết quả   | Chú thích |
| ---- | ------------------------------------------------------ | ------------------------------------------------------------------------------ | ----------------------------- | --------- | --------- |
| 2001 | Broadcast Film Critics Association                     | Best Young Performer                                                           | I Am Sam                      | Đoạt giải | [ 43 ]    |
| 2002 | Las Vegas Film Critics Society                         | Youth in Film                                                                  | I Am Sam                      | Đoạt giải | [ 44 ]    |
| 2002 | Screen Actors Guild                                    | Outstanding Performance by a Female Actor in a Supporting Role                 | I Am Sam                      | Đề cử     | [ 45 ]    |
| 2002 | Satellite Awards                                       | Outstanding New Talent                                                         | I Am Sam                      | Đoạt giải | [ 46 ]    |
| 2002 | Chicago Film Critics Association                       | Most Promising Performer                                                       | I Am Sam                      | Đoạt giải |           |
| 2002 | Young Artist Awards                                    | Best Performance in a Feature Film – Young Actress Age Ten or Under            | I Am Sam                      | Đoạt giải | [ 47 ]    |
| 2003 | Young Artist Awards                                    | Best Performance in a TV Movie, Mini-Series or Special – Leading Young Actress | Taken                         | Đoạt giải | [ 48 ]    |
| 2003 | Saturn Awards                                          | Best Supporting Actress in a Television Series                                 | Taken                         | Đề cử     |           |
| 2004 | Young Artist Awards                                    | Best Performance in a Feature Film – Leading Young Actress                     | The Cat in the Hat            | Đề cử     | [ 49 ]    |
| 2005 | Young Artist Awards                                    | Best Performance in a Feature Film – Leading Young Actress                     | Man on Fire                   | Đề cử     | [ 50 ]    |
| 2005 | Gotham Awards                                          | Best Ensemble Cast                                                             | Nine Lives                    | Đề cử     | [ 51 ]    |
| 2005 | Locarno International Film Festival                    | Best Actress                                                                   | Nine Lives                    | Đoạt giải |           |
| 2005 | MTV Movie Awards                                       | Best Frightened Performance                                                    | Hide and Seek                 | Đoạt giải | [ 52 ]    |
| 2005 | Irish Film and Television Awards                       | Best International Actress                                                     | War of the Worlds             | Đề cử     | [ 53 ]    |
| 2005 | Broadcast Film Critics Association                     | Best Young Actress                                                             | War of the Worlds             | Đoạt giải |           |
| 2006 | MTV Movie Awards                                       | Best Frightened Performance                                                    | War of the Worlds             | Đề cử     | [ 54 ]    |
| 2006 | Saturn Awards                                          | Best Performance by a Younger Actor                                            | War of the Worlds             | Đoạt giải | [ 55 ]    |
| 2006 | National Association of Theatre Owners (ShoWest Award) | Actress of the Year                                                            | Bản thân                      | Đoạt giải | [ 52 ]    |
| 2006 | Nickelodeon Kids' Choice Awards                        | Favorite Movie Actress                                                         | Dreamer                       | Đề cử     |           |
| 2006 | Young Artist Awards                                    | Best Performance in a Feature Film (Comedy or Drama) – Leading Young Actress   | Dreamer                       | Đoạt giải | [ 56 ]    |
| 2006 | Fangoria Chainsaw Awards                               | Best Actress                                                                   | Hide and Seek                 | Đề cử     |           |
| 2006 | Broadcast Film Critics Association                     | Best Young Actress                                                             | Charlotte's Web               | Đề cử     |           |
| 2007 | Young Artist Awards                                    | Best Performance in a Feature Film – Leading Young Actress                     | Charlotte's Web               | Đề cử     | [ 57 ]    |
| 2007 | Nickelodeon Kids' Choice Awards                        | Favorite Movie Actress                                                         | Charlotte's Web               | Đoạt giải | [ 58 ]    |
| 2008 | Black Reel Awards                                      | Best Ensemble Cast                                                             | The Secret Life of Bees       | Đề cử     |           |
| 2008 | Broadcast Film Critics Association                     | Best Young Actress                                                             | The Secret Life of Bees       | Đề cử     |           |
| 2008 | Hollywood Film Festival                                | Dàn diễn viên                                                                  | The Secret Life of Bees       | Đoạt giải |           |
| 2009 | Broadcast Film Critics Association                     | Best Young Performer                                                           | The Secret Life of Bees       | Đề cử     |           |
| 2009 | Young Artist Awards                                    | Best Performance in a Feature Film (Comedy or Drama) – Leading Young Actress   | The Secret Life of Bees       | Đoạt giải | [ 59 ]    |
| 2009 | Palm Springs International Film Festival               | Rising Star Award                                                              | Bản thân                      | Đoạt giải | [ 60 ]    |
| 2010 | Young Artist Awards                                    | Best Performance in a Voice-Over Role – Young Actor/Actress                    | Coraline                      | Đề cử     | [ 61 ]    |
| 2010 | MTV Movie Awards                                       | Best Kiss (chung với Kristen Stewart)                                          | The Runaways                  | Đề cử     | [ 62 ]    |
| 2010 | Teen Choice Awards                                     | Choice Movie Scene Stealer – Female                                            | The Twilight Saga: New Moon   | Đề cử     |           |
| 2013 | National Arts Awards                                   | Bell Family Foundation Young Artist Award                                      | Bản thân                      | Đoạt giải |           |
| 2018 | Saturn Awards                                          | Best Supporting Actress on Television                                          | The Alienist                  | Đề cử     | [ 63 ]    |
| 2018 | Satellite Awards                                       | Best Actress – Miniseries or Television Film                                   | The Alienist                  | Đề cử     | [ 64 ]    |
| 2020 | Screen Actors Guild                                    | Outstanding Performance by a Cast in a Motion Picture                          | Once Upon a Time in Hollywood | Đề cử     | [ 35 ]    |